# Plato striatus
Espèce
Plato striatus est une espèce d'araignées aranéomorphes de la famille des Theridiosomatidae.

## Distribution
Cette espèce se rencontre au Brésil au Pará et en Colombie en Amazonas,.

## Description
Le mâle holotype mesure 1,5 mm.

## Systématique et taxinomie
Cette espèce a été décrite par Prete, Cizauskas et Brescovit en 2018.

## Publication originale
- Prete, Cizauskas & Brescovit, 2018 : « Three new species of the spider genus Plato and the new genus Cuacuba from caves of the states of Pará and Minas Gerais, Brazil (Araneae, Theridiosomatidae). » ZooKeys, no 753, p. 107-162 (texte intégral).